# Jugendmode (1976)
Jugendmode ist ein Kurzdokumentarfilm von Hansjürgen Ender von 1976.

## Inhalt
Auf einer Modenschau in Potsdam werden Modelle aus dem VEB Jugendmode vorgestellt. Außerdem gibt es eine Meinungsumfrage.

## Hintergründe
Der Film wurde von Hansjürgen Ender mit weiteren Studenten der Filmhochschule Potsdam-Babelsberg gedreht.
Er wurde 2016 im Bundesplatz-Kino und 2019 im Zeughauskino in Berlin gezeigt, die ihn beide als erfrischend-anarchisch bezeichneten.